# Château de Saint-Aubin-le-Cauf
Le château de Saint-Aubin-le-Cauf est une demeure qui se dresse sur le territoire de la commune française de Saint-Aubin-le-Cauf, dans le département de la Seine-Maritime, en région Normandie. L'édifice est partiellement inscrit au titre des monuments historiques.

## Localisation
le château est situé route de la Source au bord de la Béthune, dans la commune de Saint-Aubin-le-Cauf, dans le département français de la Seine-Maritime.

## Historique
Le château actuel est daté du XVIIIe siècle. Il a été reconstruit, par le président du Moucel de Torcy, à l'emplacement d'un édifice du XIIIe siècle qui accueille Henri IV en 1595. Celui-ci avait donné le domaine à Claude Groulart, premier président au Parlement de Normandie.

## Description
L'édifice est construit en briques. Le rez-de-chaussée a été aménagé par M. Bosselin en salles de réception.

## Protection
La salle voûtée est inscrite au titre des monuments historiques par arrêté du 19 juillet 1926.

## Pour approfondir